# I cavalieri del cielo (film)
I cavalieri del cielo (I Wanted Wings) è un film del 1941 diretto da Mitchell Leisen.
È un film drammatico statunitense con Ray Milland, William Holden, Wayne Morris e Brian Donlevy e Veronica Lake. È basato sul libro del 1937  I Wanted Wings di Beirne Lay, Jr. e sul racconto breve Axis of Attack: 30 Degrees di John H. Fite.

## Produzione
Il film, diretto da Mitchell Leisen su una sceneggiatura di Richard Maibaum, Beirne Lay Jr. e Sig Herzig e un soggetto di Eleanore Griffin, Frank Wead e Beirne Lay Jr., fu prodotto da Arthur Hornblow Jr. per la Paramount Pictures e girato nella March Air Force Base a Riverside, in California, nei Paramount Studios a Hollywood e nella Randolph Air Force Base a San Antonio, in Texas, dal 26 agosto al 19 dicembre 1940. Fu la prima interpretazione di successo per la diciannovenne Veronica Lake (scoperta dal produttore Hornblow), che grazie a questo film inizierà la sua carriera di star.

## Colonna sonora
- Born to Love - parole di Ned Washington, musica di Victor Young, eseguita da Veronica Lake
- Spirit of the Air Corps - di William J. Clinch

## Distribuzione
Il film fu distribuito con il titolo I Wanted Wings negli Stati Uniti dal 26 marzo 1941 (première a New York) al cinema dalla Paramount Pictures.
Altre distribuzioni:
- in Australia il 10 luglio 1941
- in Finlandia l'11 gennaio 1942 (Siipien miehet)
- in Svezia il 15 gennaio 1942 (Jag vill ha vingar)
- in Portogallo il 14 agosto 1942 (Voo de Águias)
- in Spagna il 13 agosto 1945 (Vuelo de águilas)
- in Danimarca il 1º novembre 1946 (Jeg vil have vinger)
- in Argentina (Vuelo de águilas)
- in Brasile (A Revoada das Águias)
- in Grecia (Doxasmena ftera)
- in Italia (I cavalieri del cielo)
- in Francia (L'escadrille des jeunes)

### Critica
Secondo Leonard Maltin il film è caratterizzato da una "trama stantia" in cui l'unica nota di rilievo sarebbe rappresentata dalla presenza della Lake.